# Rémi Marcoux
Pour les articles homonymes, voir Marcoux.
 (décembre 2017).
Si vous disposez d'ouvrages ou d'articles de référence ou si vous connaissez des sites web de qualité traitant du thème abordé ici, merci de compléter l'article en donnant les références utiles à sa vérifiabilité et en les liant à la section « Notes et références ».
Rémi Marcoux est un homme d’affaires québécois né le 6 juillet 1940. Il est le président du conseil d’administration de Transcontinental inc., une entreprise qui œuvre dans les domaines de l’impression, de l’édition et de la distribution.

## Biographie
Rémi Marcoux est originaire de Saint-Elzéar-de-Beauce, au Québec. Avec ses partenaires Claude Dubois  et André Kingsley, il fonde Transcontinental en 1976, après avoir fait l’acquisition d’une petite imprimerie située à Ville Saint-Laurent.
Rémi Marcoux est l’époux de Carmelle et est père de trois enfants, Nathalie, Isabelle et Pierre. Plusieurs membres de sa famille occupent des fonctions au sein de la direction de Transcontinental. Il a été nommé membre de l’ordre du Canada en 2007 et admis officier de l'ordre national du Québec en 2008.